# Józef Handelsman (1914–1992)
Józef Handelsman (ur. 1914, zm. 1992) – polski inżynier, w latach 1977–1984 był dyrektorem Biblioteki Polskiej w Paryżu.

## Życiorys
Był synem Marcelego Handelsmana, historyka, mediewisty. W 1932 roku ukończył Państwowe Gimnazjum im. Stefana Batorego w Warszawie. Walczył we wrześniu 1939 roku, a następnie w polskich jednostkach we Francji i Szkocji; przeszedł szlak bojowy jako porucznik I Dywizji Pancernej gen. Maczka. 
Po wojnie ukończył Ecole Centrale des Arts et Manufactures w Paryżu, uzyskując dyplom inżyniera elektryka. Przez dwanaście lat był naczelnym inżynierem elekrtykiem paryskiego metra. W latach 1977–1984 był dyrektorem Biblioteki Polskiej w Paryżu.

## Ordery i odznaczenia
- Krzyż Walecznych[2]
- Virtuti Militari[2]